# Артур Флек
А́ртур Флек (англ. Arthur Fleck) — главный герой фильма «Джокер» (2019) и его сиквела «Джокер: Безумие на двоих» (2024). Роль сыграл Хоакин Феникс. Артур — актёр-клоун, страдающий психическими расстройствами, который, в силу разных обстоятельств, окончательно сходит с ума и становится преступником по прозвищу Джо́кер (англ. Joker).

## Вымышленная биография

### «Джокер»
Артур Флек — аниматор и комик, желающий добиться высот. Он страдает от неврологического расстройства, которое заставляет его смеяться в напряжённых ситуациях, из-за чего на Артура нередко смотрят косо. Флек живёт со своей больной матерью Пенни, которую очень любит и ухаживает за ней. Каждый день они смотрят шоу Мюррея Франклина, который является кумиром Артура. Артур мечтает побывать на его шоу.
Однажды Артура избивают подростки, и его коллега Рэндалл даёт ему пистолет для защиты, хотя Флеку нельзя носить с собой оружие. После Артур знакомится с соседкой Софи, матерью-одиночкой, которая начинает ему нравиться. Вечером он играется с револьвером и случайно выстреливает в стену. На следующий день Артур следит за Софи и готовится к выступлению в клубе «Пого». В квартиру стучится девушка, которая заметила его слежку, и Флек приглашает её прийти на своё представление.
На следующий день Артур играет клоуна в детской больнице, но у него из штанов выпадает пистолет, и начальник увольняет его. Из телефонного разговора Флек узнаёт, что Рэндалл подставил его и сказал шефу, что Артур пытался купить у него оружие. Расстроенный комик едет домой на метро. В вагоне он видит, как три пьяницы в солидных костюмах пристают к девушке, и начинает смеяться. Женщина убегает, а парни начинают докапываться до Флека. Подразнив его, они начинают бить Артура и валят его на пол, а затем начинают пинать его ногами. Тогда он достаёт револьвер и убивает двух парней. Третий парень пытается убежать, но Артур догоняет и расстреливает того на лестнице. Осознав, что натворил, он в спешке убегает из метро. Артур забегает в общественный туалет и начинает танцевать перед зеркалом. Придя домой, он идёт к Софи и целует её.
Утром Артур собирает свои вещи с работы и смеётся над Рэндаллом, уходя, сбивая часы. Дома он с матерью смотрит телевизор и видит по новостям репортаж об убийстве тех парней в метро. Они оказались сотрудниками «Wayne Industries», и владелец компании, Томас Уэйн, также баллотирующийся в мэры, называет подозреваемого преступника, который был одет в клоунскую маску, нищим трусом, завидующим чужим успехам. После Артур посещает очередной сеанс психотерапии и узнаёт, что правительство города сокращает финансирование социальных служб, из-за чего Флек больше не сможет получать лекарства. Вечером он выступает в клубе, и на сцене у него снова начинается приступ смеха. Однако ему удаётся справиться с напряжением, и он рассказывает свои шутки, а затем гуляет с Софи, начав с ней романтические отношения.
Вернувшись домой, Артур укладывает мать спать, а та поручает ему, чтобы он отправил письмо Томасу Уэйну. По её мнению Томас Уэйн — великий человек, и, узнав об условиях проживания Пенни и Артура, он поможет им. Он решает вскрыть письмо и, прочитав его, узнаёт, что Томас — его биологический отец. Разгневанный Флек требует от матери, которая заперлась в своей комнате, объяснений. Мать говорит ему, что из-за возможного порицательного общественного мнения правда не может быть раскрыта. Артур решает отправиться к отцу и приезжает к его дому. У ворот он встречает мальчика Брюса и разыгрывает перед ним представление, но его прерывает дворецкий Альфред. Он не пускает Артура на территорию и говорит, что между Пенни и Томасом ничего не было, называя мать Флека сумасшедшей. Когда Артур заявляет, что он сын Уэйна, Альфред смеётся над ним, и тогда Флек хватает его за горло через отверстия ворот. Он чуть не придушил дворецкого на глазах у мальчика, но убежал, увидев испуганного ребёнка. К вечеру Артур приходит домой и видит, как скорая помощь увозит его мать. Он садится в карету скорой помощи и уезжает с ними.
У больницы Артура два детектива начинают опрашивать его об убийстве в метро, поскольку знают о его увольнении с работы из-за пистолета. Однако Флек говорит, что ничего не знает, и его уволили с работы из-за того, что он несмешной. Далее он спешно удаляется в здание больницы. Софи, сидящая вместе с Артуром в палате, уходит за кофе, и далее он замечает по телевизору шоу своего кумира Мюррея. Тот включает запись с выступления Артура в клубе и высмеивает его перед зрителями. Ночью он слышит по телевидению о том, что в городе происходят массовые протесты против Уэйна, который своими словами оскорбил бедных людей. Артур идёт на улицу и пробирается в кинотеатр, где Томас смотрит немой фильм с семьёй. После он сталкивается с ним в туалете и говорит, что является его сыном, однако Уэйн это отрицает. Он также называет Пенни сумасшедшей и сообщает, что она усыновила Артура, что стало полной неожиданностью для Флека. Артур начинает нервно смеяться, Уэйн ударяет его в нос и предупреждает, чтобы тот больше никогда не приближался к его сыну. Дома Артур залезает в холодильник.
Утром ему звонят и приглашают на шоу Франклина Мюррея. Днём Артур идёт в «Аркхем» и силой забирает документы о Пенни. Прочитав их, он узнаёт, что в детстве подвергался избиению отчимом, в то время как невменяемая мать ничего не предпринимала. Артур приходит к Софи, но она не узнаёт его. Тогда Флек понимает, что ему мерещились их отношения. Ночью он сходит с ума и смеётся, а на следующий день навещает мать в больнице и душит её подушкой. Он собирается застрелиться на шоу Мюррея и репетирует это, после чего начинает накладывать грим. К нему приходят бывшие коллеги Рэндалл и Гарри с выпивкой, но Артур убивает Рэндалла, воткнув ему ножницы в глаз. Он оставляет Гарри в живых, поскольку тот был единственным, кто относился к нему по-доброму. Флек в красно-жёлтом костюме отправляется на шоу Мюррея, бодро танцуя по пути, но его настигают детективы. Он убегает от них, и, спровоцировав массовую драку в метро, оставляет детективов в вагоне с протестующими, которые жестоко их избивают.
Перед шоу Мюррей говорит с Артуром, и Флек просит представить его как Джокера, ибо так Франклин назвал комика в предыдущем выпуске. Когда начинается телеэфир, Мюррей снова высмеивает Артура перед его выходом. Когда Флек выходит на сцену, он забавит зрителей, но затем произносит шутку о смерти. Ему говорят, что это не смешно, и он признаётся в убийстве парней в метро, поскольку ему больше нечего терять. Он называет их ужасными и говорит на остросоциальные темы о протестах и бесчеловечности общества, которое его не замечает. Он также ругает Мюррея за то, что тот смеялся над ним, и, срываясь, застреливает его в прямом эфире. Артура арестовывают, но из-за усилившихся беспорядков, в ходе которых неизвестный убивает родителей Брюса Уэйна, Флека не довозят до участка, и протестующие вызволяют его из полицейской машины. Артур предстаёт перед толпой последователей и снова начинает танцевать свой успокаивающий танец.
Тем не менее, Артур попадает в психиатрическую больницу. Сидя за столом с психиатром, он нервно смеётся. Доктор интересуется, в чём дело, и спрашивает его, что случилось, но Артур отвечает, что придумал шутку, которую она не поймёт.

### «Джокер: Безумие на двоих»
Артур Флек — центральный персонаж фильмов «Джокер» (2019) и его продолжения «Джокер: Безумие на двоих» (2024). В первом фильме он представлен как неудачливый комик и клоун, страдающий психическими расстройствами, чьи жизненные неудачи и общественное отторжение приводят к его трансформации в преступника по прозвищу Джокер.
Во втором фильме, «Джокер: Безумие на двоих», действие происходит через два года после событий первой части. Артур Флек находится в психиатрической лечебнице Аркхем, ожидая суда за серию убийств, совершённых ранее. Его адвокат, Марианна Стюарт, пытается доказать, что Артур страдает диссоциативным расстройством идентичности, утверждая, что за преступления ответственна его альтер-эго — Джокер.
Во время сеансов музыкальной терапии в Аркхеме Артур знакомится с пациенткой по имени Харлин «Ли» Квинзель. Она утверждает, что выросла в том же районе, что и Артур, и выражает восхищение его поступками и личностью Джокера. Между ними завязываются романтические отношения, и Ли становится для Артура значимой фигурой в его жизни.
В ходе судебного процесса помощник окружного прокурора Харви Дент стремится доказать вменяемость Артура, чтобы привлечь его к ответственности за совершённые преступления. В это время Артур узнаёт, что Ли на самом деле является студенткой-психиатром из состоятельной семьи и добровольно оказалась в Аркхеме. Она признаётся ему, что солгала о своём прошлом и утверждает, что беременна от него. Эти откровения ещё больше усложняют эмоциональное состояние Артура.
После ряда трагических событий, включая насилие со стороны охранников и убийство его друга Рики, Артур решает отказаться от образа Джокера и взять на себя полную ответственность за свои действия. Присяжные признают его виновным в убийстве первой степени. В финальной сцене фильма Артур, истекая кровью, представляет себе танец с Ли, прежде чем умереть.
Таким образом, во втором фильме Артур Флек проходит через сложный путь осознания и принятия своих действий, сталкиваясь с внутренними демонами и последствиями своих поступков.

## Подбор актёра
Компания Warner Bros. настаивала на том, чтобы взять на роль Артура Флека актёра Леонардо ди Каприо для привлечения к проекту Мартина Скорсезе, с которым Лео часто работает. Однако Тодд Филлипс видел в качестве Джокера только Хоакина Феникса. Сценарий фильма писался именно под последнего актёра. Когда Феникс узнал о проекте, он был взволнован, потому что это был тот тип фильма, в котором ему хотелось сняться. Он посчитал идею уникальной и не похожей на типичный «студийный фильм». Хоакину потребовалось некоторое время, чтобы согласиться на роль Флека, так как она пугала его.

## Отличия от комиксов
Одними из ключевых отличий от комиксов являются то, что в фильме 2019 года зрителю известно настоящее имя Джокера (Артур Флек), и то, что он не падал в чан с химикатами. Джокер из комиксов обрёл белую кожу и зелёные волосы именно из-за последнего, а Артур Флек наносит настоящий грим. Также в комиксах Джокер вряд ли бы проявил милосердие к Гарри, который был добр к нему. Этот факт, скорее всего, только бы сильнее подтолкнул оригинального Джокера убить парня, поскольку это бы казалось «ещё смешнее в его извращённом уме», как отметил журналист Мичилин Мартин. Также очевидным различием является отсутствие у Флека всяческих убийственных гаджетов, по типу цветка, стреляющего кислотой, на лацкане или электрошокера на руке.
Тодд Филлипс не стремился делать персонажа интерпретацией Джокера из комиксов. Если злодей DC Comics является криминальным гением, сеющим хаос, используя свою изобретательность и острый ум, а Джокер Хита Леджера может похвастаться физической силой, то Артур Флек — «неуверенный в себе человек, который просто хочет, чтобы его замечали». Однако он также способен на «чрезвычайно жестокие вспышки [гнева]», как другие версии Джокера.

## Критика и наследие
Хоакин Феникс получил за свою актёрскую игру в роли Артура Флека / Джокера несколько престижных наград, таких как «Оскар», BAFTA, «Золотой глобус», премию Гильдии киноактёров США и другие.
Колин Маккормик из Screen Rant, рассматривая 20 лучших цитат из фильма, больше всего выделял фразы Артура и написал, что «Хоакин Феникс великолепен в роли персонажа DC». Его коллега, Рауль Алиас Филиппи, сравнивал Флека Феникса с Джокером Леджера, посчитав, что первый был «потрясающим», однако менее комичным и точным, чем последний. Персонаж также становился героем многочисленных интернет-мемов.
Ещё было много споров о том, происходило ли с Артуром всё на самом деле или это была его фантазия.